# Obscure 2
Obscure 2 est un jeu vidéo d'action de type survival horror sorti en 2007 sur PlayStation 2. Le jeu est développé par Hydravision et édité par Playlogic International. Il est également connu sous le nom d'Obscure The Aftermath. Selon VG Chartz, le jeu se vend à 190 000 exemplaires toutes versions confondues.
Il fait suite à ObsCure, sorti en 2004.

## Synopsis
Il y a deux ans de cela, au Lycée de Leafmore, un groupe d'adolescents se retrouva piégé et traqué par des monstres créés dans les éprouvettes d'un savant fou, proviseur de l'établissement, Herbert Friedman. Certains survécurent à cette terrible nuit, d'autres non. Tant pour se venger que pour se sortir du cauchemar, ils tuèrent Friedman et supposèrent avoir mis un terme à l'horreur.
Depuis, les survivants ont repris le cours de leur vie et la plupart d'entre eux se sont retrouvés à l'université, dans la ville voisine de Fallcreek.
Mais tout n'est pas pour le mieux sur le campus ; de mystérieuses fleurs ont fait leur apparition. Une expérience menée en classe sur l'une d'elles révèle une dangereuse substance capable de provoquer des rêves étranges et pénétrants. Mais une poignée d'étudiants découvre que ces fleurs cachent plus que ce qu'on pouvait imaginer.
Quand les graines finissent par germer, le mauvais rêve se transforme en horrible réalité…

## Personnages
- Shannon Matthews, née le 23 août 1986 à Riverside (Californie) - Shannon est l'une des victimes, sans doute la plus forte des survivants, de cette terrible nuit d'il y a deux ans à Leafmore. La californienne, petite sœur de Kenny, a su s'adapter à ce que Friedman a changé en elle. Ce qu'elle a traversé a assombri son caractère et notamment son look mais elle est désormais mentalement plus forte que jamais.
- Stanley Jones, né le 20 juin 1984 à New-York - Stan n'a pas intégré l'Université de Fallcreek après ses années lycée. Il est aujourd'hui livreur de pizza avec un malheureux bref passage en prison qui s'ajoute à son parcours à la suite de quelques bêtises durant l'année qui a suivi les événements de Leafmore High. Le New-yorkais suit un traitement quotidien pour supprimer les effets néfastes des expériences biologiques de Friedman.
- Kenny Matthews, né le 30 juin 1984 à Riverside (Californie) - Kenny est l'un des rescapés de Leafmore High, désormais élève à Fallcreek. Tout comme Stan il suit un traitement quotidien pour lutter contre les manipulations de Friedman. Au premier abord, le californien, grand frère de Shannon, passe pour le plus solide du groupe mais c'est celui qui a certainement le plus souffert des événements d'il y a deux ans. Il a le béguin pour Amy Brookes.
- Corey Wilde, né le 27 juillet 1985 à Austin (Texas) - Corey a, comme beaucoup de ses camarades, quitté son cocon pour venir étudier à Fallcreek. Ce skateur assez bordélique, venant tout droit du Texas, est coutumier des chutes et des fractures en tout genre. Multiplicateur des conquêtes féminines (dont il se vante) avant de trouver Mei, celle qui l'aime avec tant d'ardeur au même titre que… son bolide, mais finit par montrer qu'il tient énormément à Mei.
- Amy Brookes, née le 11 avril 1986 à Charlotte (Caroline du Nord) - Blonde véritable et Miss t-shirt mouillé du campus, cette jolie barbie est née et a grandi en Caroline du Nord avant de venir poursuivre ses études à Fallcreek. Consciente de l'attirance qu'elle suscite chez tous les mecs de la fac, elle est en partie responsable de l'état rigide des draps de la gent masculine au réveil. Belle, intelligente…inaccessible ?
- Jun Wang, née le 16 août 1986 à New-York - Jun est une jeune adapte des jeux vidéo : une vraie joueuse. Cette New-Yorkaise d'origine asiatique passe une partie ridiculement conséquente de son temps libre à jouer et à faire la fête. Elle partage un lien très fort avec sa sœur Mei, la figure dominante de leur relation.
- Mei Wang, née le 16 août 1986 à New-York - Mei est la sœur jumelle de Jun : une magnifique asiatique, mais attention : c'est une acharnée de jeu. Sa sœur est sa seule rivale dans ce domaine. New-Yorkaise de naissance et Asiatique d'origine, elle a également la mauvaise habitude de pirater les systèmes de communications et de sécurité qui passent à portée de son PDA. Mei est la petite amie de Corey.
- Sven Hansen, né le 21 septembre 1984 à Oslo (Norvège) - Norvégien de naissance, Sven Hansen est arrivé aux États-Unis alors qu'il n'était encore qu'un nourrisson. Son pays natal et ses coutumes l'obnubilent. Joueur de hockey acharné, Sven est un bagarreur redoutable : comme Kenny, il peut déplacer de lourds objets. Et tout comme lui, il est très attiré par Amy. Jusqu'à présent, la jeune fille n'a montré aucune préférence pour l'un ou l'autre.
- Richard James, né le 4 novembre 1960 à Bradford (Pennsylvanie) - Professeur de biologie sur le campus de Fallcreek. Très respecté par les élèves et les autres profs de l'université. C'est l'homme à consulter dans tout ce qui touche au domaine expérimental, toujours prêt à donner les meilleurs conseils mais avec le plus grand mystère dont lui seul connait le secret.

## Morts
Dans l'ordre chronologique :
Kenny Matthews (Humain) : On apprendra rapidement, à la suite d'un échange avec sa petite sœur Shannon Matthews, que Kenny ne s'est jamais entièrement remis des événements du premier opus (Notamment l'injection de la substance transformant les élèves dans leur corps, malgré l'antidote qui n'agit que périodiquement, entraînant la prise de dose d'antidotes régulières). Imprudent, Kenny aura sniffé (en guise de drogue), les fleurs entraînant la transformation des étudiants en monstre. Dans un premier temps, il se sentira mal avant de se rendre à l'hôpital où il retrouvera sa sœur. Là, il avouera ne plus pouvoir résister davantage aux substances qui sont en lui (et sans doute stimulées par les fleurs) et abandonnera le combat, entraînant ainsi sa métamorphose en un horrible et puissant monstre désormais libéré de toutes souffrances et inquiétudes.
Jun Wang : Envoyée dans les sous-sol de l'université par un monstre, elle tentera de regagner le rez-de-chaussée où se trouvent sa sœur, Mei Wang et Sven Hansen qui sont venus la chercher après que la majorité des étudiants aient été transformés en créatures ou tués. Malheureusement, Jun Wang se fera acculer par une créature au pas lourd qui la tuera. (Son corps tout entier est recouvert de blessures similaires à des brûlures).
Mort Alternatif : Si le jour a été trop lent pour retrouver Jun dans sa chambre, c'est-à-dire à l'étage, le monstre la tuera sur place au lieu de l'envoyer dans le rez-de-chaussée. Toutefois, cette mort alternatif empêche le joueur d'obtenir la batte cloutée, la plus puissante arme au corps-à-corps du jeu (Arme que trouve Jun dans les sous-sol si elle y est envoyée).
Mei Wang : Après que le groupe des protagonistes se soit réuni à l'hôpital, le joueur entendra des bruits inquiétants provenant de l'étage d'une monstrueuse créature. Enfermés dans le bâtiment, ils tenteront de s'enfuir par une salle de stockage de l'établissement où ils se retrouveront nez à nez face à Kenny Matthews transformé en créature. Il tuera rapidement Mei Wang en la piétinant tandis qu'elle était tombée au sol, sur le ventre, provoquant la colère de son petit ami, Corey Wilde.
Sven Hansen : Le groupe décidera de quitter l'université et de s'en éloigner le plus possible en passant par la forêt, tombant sur Jedidah (Un homme à l'aspect monstrueux résidant dans la forêt et tuant les promeneurs solitaires malchanceux). Sven arrivera en premier à la maison de Jedidah, accompagné d'Amy et décidera de se sacrifier en se faisant enlever par le psychopathe pour protéger Amy Brookes. Plus tard, le groupe le retrouvera vivant et agonisant, déchiqueté ici et là par Jedidah qui l'avait attaché à un crochet fixé au plafond.
Leonard Friedman : Il sera tué par Stan et Corey.
Jedidiah : Il sera tué par Corey.
Corey Wilde : Corey se retrouvera seul à seul contre Kenny et épuisé psychologiquement parlant par tous les événements de cette nuit d'horreur, il avouera à Kenny toute la haine qu'il ressent à son égard et son incompréhension d'être sans cesse traqué par ce dernier. Affaiblit, il pensera à Mei Wang, la seule fille qui n'aura jamais aimée et préférera la rejoindre dans l'au-delà en se tirant une balle dans la tête que de continuer à vivre après cette nuit d'horreur sous les yeux de Shannon et Stan.
Kenny Matthews (Monstre) : Le combat final débute enfin entre Kenny et Shannon accompagnée de Stanley Jones. Ces deux derniers, incarnés par le joueur affronteront Kenny dans une longue lutte en utilisant les infrastructures du stade où se déroule le combat à leur avantage afin de se débarrasser définitivement et une bonne fois pour toutes de Kenny, qui dans son dernier souffle, demandera à Shannon de prendre soin de son enfant, sous entendant que malgré sa transformation, il avait plus ou moins consciences de ses actes (Contrairement aux autres élèves qui avaient perdu toute notion d'intelligences et d'émotions une fois transformés).
Richard James : Scientifique accompagnant et épaulant les étudiants incarnés par le joueur. Il sera révélé à la fin qu'il est à la fois professeur de l'université, mais aussi chercheur dans une infrastructure s'intéressant aux produits (notamment les fleurs ou les expériences du directeur du premier opus) entraînant des mutations drastiques chez les étudiants. Il profitera du fait que la gent masculine soit occupée à tuer Jedidah pour écarter Shannon de son chemin et s'approprier Amy Brookes, certainement violée et mise enceinte par Kenny afin d'étudier le bébé qui grandit rapidement (les heures sont comparables aux mois d'une grossesse classique) en elle. Au moment où elle accouchera, dans un hélicoptère où se trouve Richard James, l'appareil explosera et sera enveloppé dans la matière noire (contenu dans les fleurs et produits provoquant les mutations).
Supposé : Amy Brookes : À un moment donné du jeu, Amy Brookes sera enlevée et kidnappée par Kenny qui la mettra enceinte afin de s'assurer une progéniture à la suite de cette nuit d'horreur. D'heures en heures, l'état d'Amy se dégrade et elle est de plus en plus épuisée tant physiquement que moralement par les événements de cette nuit. À la fin, le bébé qui grandit en elle s'approprie beaucoup trop d'énergie, la rendant incapable de se déplacer. Richard James profitera de son état pour la kidnapper afin de faire d'elle et de son enfant un objet d'études pour l'institut de rechercher dans laquelle il travaille. Au moment où elle accouche, l'hélicoptère dans lequel elle se trouve explose et est enveloppé de matière noire, rendant le sort d'Amy Brookes Incertains.
Remarques : Toutes ces morts sont visibles dès les premières minutes du jeu, lorsque Corey se drogue avec les fleurs (on appelle ça des prédictions pour les dernières minutes du jeu). En effet, il a une vision prémonitoires.
Jun : il verra son spectre chercher son autre moitié (gravement blessé dans la réalité).
Sven : il apparaîtra à moitié déchiqueté à Corey le suppliant de l'achever.
Amy : elle est allongée sur une immense fleure, le ventre ouvert et sa voix raisonne : " Regarde cette fleur, cette pousse qui grandit et ne cesse de se développer en moi, me rendant heureuse et forte."
Mei : une tombe décrit que Mei éprouvait de la jalousie à l'égard de sa sœur et avait l'impression de vivre dans son ombre (La mort de Jun l'affectera énormément, la rendant "maladroite" lors de sa mort contre Kenny qui l'achèvera facilement).
Corey : une tombe décrit que Corey était dépendant de l'amour qu'il éprouvait pour Mei et que sans elle, il était incapable d'affronter les obstacles de la vie et préférera se donner la mort.

## Accueil
Obscure 2 reçoit des avis très mitigés de la part des critiques professionnelles, la plus mauvaise note étant 2/5 par le site GamesRadar+, la meilleure étant 8/10 par le site GamingExcellence.com (ces notes sont données à la version PlayStation 2). En France, le constat n'est pas mieux : la meilleure note est de 13/20, note donnée par le site Jeuxvideo.com , la moins bonne est de 9/20, donnée par JeuxActu (ces notes ont été données à la version Wii).
Les versions PlayStation Portable et PlayStation 2 sont globalement les mieux reçues : sur Metacritic la version PlayStation Portable obtient 66%, 60% pour la version PlayStation 2, 59% pour la version PC, et 53% pour la version Wii.
En France, Jeuxvideo.com, JeuxActu et Jeux vidéo Magazine mettent un point de plus à la version PlayStation Portable (passant la note de 13 à 14 pour Jeuxvideo.com, de 9 à 10 pour JeuxActu et de 12 à 13 pour Jeux vidéo Magazine).
Le Milthon 2007 de la meilleure bande son est attribué à Olivier Derivière.